# Schlotheimia mac-gregorii
Schlotheimia mac-gregorii är en bladmossart som beskrevs av Brotherus och Geheeb 1898. Schlotheimia mac-gregorii ingår i släktet Schlotheimia och familjen Orthotrichaceae. Inga underarter finns listade i Catalogue of Life.